# Gabriel Ordeig
Gabriel Ordeig (Londres, 1954- Barcelona, 1994). Interiorista.
Estudia a l'East Ham College of Technology de Londres i a la Cardiff Art School, d'aquesta ciutat. El 1978 s'estableix definitivament a Barcelona introduint-se en el món de l'interiorisme de la mà de Carles Riart amb qui col·labora en la realització dels decorats per a la pel·lícula de Bigas Luna Caniche. El 1979 adquireix l'empresa Comercial Estelar amb la qual produeix i ven el llum de suspensió Colilla de Riart.
A partir d'aquest moment realitzarà nombrosos projectes d'interiorisme i per a locals d'oci, oficines, col·leccions d'art, etc. El 1985, juntament amb Javier Nieto i Nina Masó, funda Santa & Cole, Ediciones de Diseño. El 1987 crea Ordeig y Asociados, com a divisió de projectes d'interiorisme i il·luminació dins de Santa & Cole.
Va ser seleccionat i finalista dels premis FAD en diverses ocasions. Entre els seus projectes d'interiorisme podem destacar el de la cocteleria Bijou de Barcelona (1983), el bar L'Endroit a París (1987) o el restaurant Bene Assai de Barcelona (1990). Entre els seus dissenys més representatius cal destacar el llum de terra La Bella Durmiente (1985) o el llum de suspensió Fonda Europa (1988).